# Temuco
Temuco er hovedstad for regionen Araucanía og for provinsen Cautín i Chile. Byens navn stammer fra det oprindelige folks sprog, mapudungun, og det betyder "temu vand". Temu (Blepharocalyx cruckshanksii) er navnet på et træ, som bliver brugt af mapuchefolket som medicin. Byen ligger 670 km syd for Santiago, og på grund af beliggenheden i et større søområde med mange attraktioner, bruges den som udgangspunkt for mange turistudflugter.
Chilensk poesi har dybe rødder i Temuco. Nobelprisvinderne Gabriela Mistral og Pablo Neruda (Neftali Reyes) boede begge i Temuco. Mistral var skoleleder i en pigeskole, hvor Neruda kom på besøg, da han var omkring 15 år gammel, for at vise hende sine første digte.

## Historie
Byen blev grundlagt den 24. februar 1881 som en befæstning i forbindelse med undertrykkelsen af Araucanía. Manuel Recabarren, der var leder af byggearbejdet, kaldte stedet Fuerte Recabarren. Da byen var opstået som en militærforlægning, havde den fra begyndelsen karakter af en lejr, men et år efter grundlæggelsen begyndte de første gader at opstå i centrum.
Den 15. april 1888 valgte man byens første ledelse, bl.a. den første borgmester, José del Rosario Muñoz. Byen fortsatte sin vækst, og en folketælling i 1895 viste et befolkningstal på 7.708 indbyggere. Så da Cautín fik provinsstatus, blev Temuco dens hovedstad med et indbyggertal, der på den tid var nået op på 16.037.
Byen blev berørt af jordskælvet i Chile 2010.

## Geografi og klima
Temuco ligger i den sydlige del af det centrale Chile med lige stor afstand til  Stillehavet og Andesbjergene. Byen er placeret på aflejringer fra floden Cautín i et leje mellem to højder, Ñielol (350 m) og Conunhueno (360 m).
Byen er omgivet af et landskab, som et typisk for denne del af Chile: Det meste af området er dækket af nåletræsplantager hen langs midten af den centrale slette, som er skabt af moræne op mod Andesbjergenes nedre skråninger. Egnen producerer mange afgrøder og megen frugt, og den har en rigdom af skove, særligt de oprindelige alercebevoksninger (Fitzroya cupressoides), roble (Nothofagus obliqua) og lingue (Persea lingue). Til trods for dette er luftkvaliteten forringet, fordi afbrænding af træ er den vigtigste varmekilde i størstedelen af byen. Den egentlige luftforurening er dog forholdsvis lav på grund af de hyppige vinterregnskyl.
Klimamæssigt svarer Temuco til Chiles centrale dal med dens middelhavsklima, men med et mere fugtigt og tempereret vejrlig. Gennem hele året skifter høj- og lavtryk, men der er en kort, tør sommerperiode (sammenlignet med Santiago eller andre byer i den centrale dal). Byens gennemsnitstemperatur for hele året ligger på 12 °C, med den højeste middelværdi i den varmeste måned på 23,5 °C og den laveste i den koldeste måned på 3,9 °C. Den årlige, gennemsnitlige nedbør i perioden 1961-1990 var på 1.157 mm.

## Demografi
Ifølge folketællingen i 2002, der blev udført af det nationale, statistiske institut (INE), havde Temuco en befolkning inden for kommunen på 245.347 personer (117.071 mænd og 128.276 kvinder). Heraf boede 232.528 (94,8 %) i det bymæssige område og 12.819 (5,2 %) på landet. Folketallet var vokset med 24,4 % (48.111 personer) mellem 1992- og 2002-folketællingen. INE har forudsagt, at befolkningen i 2010 vil nå op over 377.495, hvilket vil gøre byen til den næststørste syd for Santiago (efter Concepción) og den fjerdestørste i landet som helhed. Et af de mest markante træk ved Temuco er dens tydelige præg af mapuchefolkets kultur. Dette oprindelige folk udgør 23,05 % af befolkningen i Temuco kommune, mens en stor koloni tyske immigranter udgør 9,82 %.
Indbyggerne kaldes under ét for "temuquences", men de stammer fra mange dele af verden. f.eks. er der en stor andel af folk med baskisk afstamning sammenlignet med castillanere eller andre spanske områder. Desuden er der en stor procentdel, der nedstammer direkte fra europæiske indvandrere, hvoraf de første ankom i perioden 1883–1901, dvs. efter at det selvstændige Araucanía var blevet undertrykt. De fleste kom fra Schweiz, Spanien, Frankrig, Tyskland, Italien og Storbritannien, mens et mindre antal kom fra andre dele af Europa, som f.eks. Nederlandene, Østrig, Kroatien, Armenien, Grækenland, Portugal. Andre ankom først efter den første indvandringsbølge, særligt under begge verdenskrigene og den spanske borgerkrig. Her var en stor del fra Aragonien, Asturien, Catalonien, Galicien, Navarra og Baskerlandet.
Der er også små samfund af jøder (især fra Rusland, Polen, Makedonien, Ungarn og det øvrige Central- og Østeuropa) samt folk fra Libanon, Syrien og Palæstina. Et tegn på denne blandede indvandring fra Europa og Mellemøsten ses i de forskellige, nationale klubber, skoler og bydele, der sætter deres præg på Temuco. Endelig er der østasiatiske befolkningsgrupper med både kinesere, japanere og koreanere i Temuco. Disse mennesker ankom i 1950'erne, da tusinder af koreanske flygtninge blev bosat i Chile i henhold til FN's flygtningeprogram.
Den 27. februar 2010 og igen den 3. januar 2011 blev Temuco ramt af jordskælv. Området var ét af de hårdest ramte efter det første jordskælv, bortset fra Santiago, Concepcion, Valparaiso m.fl. Skælvet blev målt til 8,8 Richterskalaen, og det blev fulgt af voldsomme efterskælv og tsunamier (som dog ikke ramte Temuco, der ligger fjernt fra kysten). Temuco var i gang med en genopbygning, da 2011-jordskælvet ramte byen, men det vides ikke (pr. 3. januar 2011), om dette seneste skælv har haft ligeså alvorlige virkninger som det første. Regionen håber at kunne afholde dele af vinter-OL i 2022, selv om værtsbyen er Santiago eller alternativt Chillan, og man har planer om at bygge et olympisk stadion.

### Kendte borgere i Temuco
- Pablo Neruda digter, nobelprisvinder i 1971.
- Marcelo Salas pensioneret fodboldspiller, formand for den lokale fodboldklub, Unión Temuco.

## Vigtige steder i Temuco
- Alemania Avenue er den vigtigste færdselsåre i Temuco. Her findes Araucaria museumsbygningen (fra det 19. århundrede i chilensk stil); Menchaca Lira (det humanistiske fakultet, nyrestaureret i victoriansk stil); English Alley med Røde Kors-bygningen (i neoklassisk stil). I de seneste år er Alemania Avenue blevet til et vigtigt handelscentrum med flere restauranter, apoteker, butikker, supermarkeder og to indkøbscentre. Der er også et kasino og et femstjernet hotel på samme gade.

- Anibal Pinto er byens største torv og Temucos centrum. Det er det eneste hovedtorv i Chile, der ikke er forsynet med en vandkunst i midten. I 1981 byggede man et kunstgalleri som et led i en total fornyelse. Derfor er Temucos hovedtorv moderne sammenlignet med andre byers torve i det sydlige Chile, og det er blevet kaldt én af Chiles smukkeste pladser.

- Cerro Ñielol er en høj, der repræsenterer den oprindelige skov i hele det sydlige Chile, som den var, før spanierne koloniserede landet. Den har også en særlig betydning for mapuchefolket. På toppen finder man en restaurant og et udsigtspunkt mod østsiden af byen og Padre Las Casas på den anden side af floden. Det er et "must" for besøgende. Her har også det Sydlige Andesobservatorium sit kontor.

- Den store markedsplads er et af de bedste steder, når man vil finde mapuche-produkter. Der er også et kødmarked og butikker, der sælger træarbejder, kunsthåndværk, strikvarer og lignende ting.

## Eksterne links

### Spanske
- Byen Temuco Arkiveret 3. februar 2011 hos  Wayback Machine
- Temucos store marked
- Det nationale jernbanemuseum ”Pablo Neruda”
- Fotogalleri over Temuco

### Engelske
- Guide for Temuco by Arkiveret 25. juli 2008 hos  Wayback Machine